# Hardened Heart
Hardened Heart, en español Corazón Endurecido, es una canción del cantautor británico Tom Chaplin, primer extracto de su álbum debut como solista, The Wave de 2016.

## Video Musical
El videoclip, dirigido por David East, fue publicado el  10 de agosto de 2016 a través del canal de YouTube del cantante.